# Ирекле (Альметьевский район)
 Ирекле  —деревня в Альметьевском районе Татарстана. Входит в состав Старомихайловского сельского поселения.

## География
Находится в юго-восточной части Татарстана на расстоянии приблизительно 19 км на северо-восток по прямой от районного центра города Альметьевск у речки Холодная.

## История
Основана в 1926 году переселенцами из деревни Дюсумово (ныне Сармановского района).

## Население
Постоянных жителей было: в 1926 — 28, в 1938—348, в 1949—330, в 1958—219, в 1970—280, в 1979—241, в 1989—224, в 2002—236 (татары 92 %), 224 в 2010.